# Ice Merchants
Ice Merchants é uma curta-metragem de animação portuguesa de 2022 escrita e realizada por João Gonzalez. A curta de 14 minutos sobre o amor familiar foi a primeira animação portuguesa a ser premiada no Festival de Cinema de Cannes, onde estreou no âmbito da Semana Internacional da Crítica de 2022 (Semaine de la Critique).
O filme foi apresentado em vários festivais internacionais de cinema, recebendo prémios como o Hugo de Ouro de Melhor Curta de Animação no Festival Internacional de Cinema de Chicago, e ganhou mais de 9 prémios de qualificação ao Óscar em festivais (Curtas Vila do Conde, Guadalajara, Melbourne, Chicago, St. Louis, Alcine, BendFilm, Anim’est e Spark), tornando-o elegível para o Óscar 2023 na categoria Melhor Curta-Metragem de Animação. A curta-metragem também recebeu outros 41 prémios e menções especiais e mais de 90 seleções oficiais em festivais de todo o mundo, um recorde para o cinema português.
Em dezembro de 2022, a curta-metragem foi pré-nomeada, dentre as 15 melhores do ano, para o Óscar de 2023. Em 24 de janeiro de 2023, a curta-metragem foi nomeada para o Óscar de Melhor Curta-Metragem de Animação, tornando-se no primeiro filme de produção portuguesa a integrar os nomeados para o Óscar. Ice Merchants acabou por perder o prêmio para a curta The Boy, the Mole, the Fox and the Horse.
Estreou nos cinemas portugueses em 16 de fevereiro de 2023.

## Enredo
"Um homem e o seu filho saltam de paraquedas todos os dias, da sua casa fria e vertiginosa presa no alto de um precipício, para se deslocarem à aldeia que se situa na planície abaixo, onde vendem o gelo que produzem durante a noite."
Ao cair, eles sempre perdem os seus chapéus, que são ambos iguais, e o pai compra novos para eles enquanto estão na cidade. Eles então voltam para casa por meio de um sistema de roldanas, onde passam um tempo juntos e se unem. A mãe do menino já faleceu há algum tempo, mas sua presença ainda está na memória do pai e do filho, seja por sua caneca sem uso ou por seu espaço vazio na cama.
Certa manhã, a temperatura está tão quente que não há gelo para vender e a neve derretida cai pesadamente sobre a casa, quebrando-a do precipício. A mochila com o paraquedas cai, deixando pai e filho presos. Percebendo que não têm chance de sobrevivência, o pai segura o filho com força e pula da casa que desaba. Na descida, eles se deparam com a visão da mãe, que segura os dois e puxa seu próprio paraquedas.
O pai e o filho pousam milagrosamente na enorme pilha de chapéus que se acumularam no chão da floresta abaixo da casa e são salvos. Eles vão até a aldeia, levando um chapéu para o filho no caminho.

## Lançamento e receção
O filme foi lançado em Portugal em 16 de fevereiro de 2023, em mais de 30 salas de cinema, sendo distribuído pela Cinemundo. Em sua semana de estreia nos cinemas, Ice Merchants obteve 3 406 espectadores, resultando numa receita de 8 432 euros. Segundo dados estatísticos do Instituto do Cinema e Audiovisual, até à data, a curta-metragem foi o terceiro filme português mais visto de 2023.
No geral, mais de 10 mil espectadores viram o filme em Portugal, e mais de 200 mil em todo o mundo.

## Prémios e nomeações
Desde o lançamento, o filme foi nomeado e premiado em diversos festivais internacionais e premiações ao redor do mundo, entre os quais:
| Ano  | Festival/Premiação                              | Prémio/Categoria                                                  | Resultado | Ref.                 |
| ---- | ----------------------------------------------- | ----------------------------------------------------------------- | --------- | -------------------- |
| 2022 | Festival de Cinema de Cannes                    | Prémio Leitz Cine Discovery                                       | Venceu    | [ 9 ] [ 21 ]         |
| 2022 | Festival Internacional de Cinema de Toronto     | Prémio IMDbPro de Melhor Curta-metragem                           | Indicado  | [ 22 ] [ 23 ] [ 24 ] |
| 2022 | Festival Internacional de Cinema de Melbourne   | Melhor Curta-metragem de Animação                                 | Venceu    | [ 25 ] [ 26 ]        |
| 2022 | Festival Internacional de Cinema de Guadalajara | Prémio Rigo Mora                                                  | Venceu    | [ 27 ] [ 28 ]        |
| 2022 | Festival Internacional de Cinema de Chicago     | Hugo de Ouro de Melhor Curta de Animação                          | Venceu    | [ 10 ]               |
| 2022 | Prémios do Cinema Europeu                       | Melhor Curta-metragem de Animação Europeu                         | Indicado  | [ 29 ]               |
| 2022 | Semana Internacional de Cine de Valladolid      | Golden Spike de Melhor Curta                                      | Indicado  | [ 30 ]               |
| 2022 | Semana Internacional de Cine de Valladolid      | Silver Spike de Melhor Curta                                      | Venceu    | [ 30 ]               |
| 2022 | Semana Internacional de Cine de Valladolid      | Green Spike de Menção Especial de Melhor Curta                    | Venceu    | [ 30 ]               |
| 2022 | Festival Internacional Curtas Vila Do Conde     | Competição Nacional de Melhor Filme                               | Venceu    | [ 31 ]               |
| 2022 | Festival Internacional Curtas Vila Do Conde     | Concurso Internacional Prémio do Público                          | Venceu    | [ 31 ]               |
| 2023 | Óscar                                           | Melhor Curta-Metragem de Animação                                 | Indicado  | [ 16 ] [ 18 ]        |
| 2023 | Annie Awards                                    | Melhor Curta-Metragem                                             | Venceu    | [ 32 ]               |
| 2023 | Festival Internacional de Cinema de Bruxelas    | Prémio do Público de Melhor Curta-Metragem                        | Venceu    | [ 33 ]               |
| 2023 | Festival Monstra                                | Grande Prémio Monstrinha Inatel                                   | Venceu    | [ 34 ]               |
| 2023 | Festival Monstra                                | Prémio SPA/Vasco Granja                                           | Venceu    | [ 34 ]               |
| 2023 | Festival Monstra                                | Prémio do Público de Melhor Curta-Metragem                        | Venceu    | [ 34 ]               |
| 2023 | Festival Monstra                                | Melhor Curta-Metragem Portuguesa                                  | Venceu    | [ 34 ]               |
| 2023 | Prémios Quirino de Animação Ibero-americana     | Melhor Desenvolvimento Visual de Obra de Animação Ibero-americana | Venceu    | [ 35 ]               |